# The Sunshine Makers
The Sunshine Makers è un documentario del 2015 diretto da Cosmo Feilding-Mellen e prodotto da Omar Feyed.
È incentrato su Nicholas Sand e Tim Scully, figure centrali nella controcultura degli anni sessanta e nella comunità psichedelica.
Venne proiettato per la prima volta il 16 novembre 2015 al Doc NYC. La colonna sonora è stata composta dal collettivo musicale londinese The Heliocentrics e pubblicata da Soundway Records nel 2017.